# Biển macma Mặt Trăng
Mặt Trăng là một vật thể phân dị, về mặt địa hoá học gồm một lớp vỏ, một lớp phủ, và lõi. Cấu trúc này được cho là kết quả của sự kết tinh phân đoạn của một biển macma chỉ một thời gian ngắn sau khi nó hình thành khoảng 4,5 tỷ năm trước. Nguyên nhân hình thành các biển macma này, được cho là do quá trình tan chảy phần phía ngoài của Mặt Trăng thường được cho là xuất phát từ một sự kiện va chạm lớn được cho là đã hình thành nên hệ thống Trái Đất-Mặt Trăng, và sự bồi đắp sau đó của vật chất trong quỹ đạo Trái Đất.
Các năng lượng được giải phóng trong vụ va chạm lớn đó và trải qua quá trình bồi tụ vật liệu sau đó trên quỹ đạo Trái Đất, một phần lớn của Mặt Trăng tan chảy, sẽ được gọi là biển macma, và ước tính độ sâu của nó trong khoảng 500 km cho tới toàn bộ bán kính của Mặt Trăng 
Khi nguội đi, các biển macma bắt đầu quá trình kết tinh phân đoạn và phân dị, sau đó sẽ tạo thành một lớp phủ và lớp vỏ riêng biệt của nó. Riêng các lớp phủ được hình thành chủ yếu thông qua sự kết tủa và lắng đọng của các khoáng chất olivin, clinopyroxen và orthopyroxen. Trong quá trình này thì khoáng chất anorthit sẽ kết tủa và trôi nổi lên bề mặt bởi nó có mật độ thấp, và từ đó sẽ hình thành nên lớp vỏ của biển macma. Các chất lỏng kết tinh từ biển macma chứa nhiều nguyên tố không tương thích và tạo ra nhiệt độ cao, người ta đã tính toán được thành phần địa hóa học này, gồm KREEP, kali (K), các nguyên tố đất hiếm (REE), phosphor (P), các vùng địa chất nnhiều Oceanus Procellarum và Imbrium 
Những quan sát từ tàu vũ trụ mặt trăng SELENE (Kaguya) của Nhật Bản mới đây, đã mở ra hiểu biết mới về những khác biệt địa chất phức tạp giữa mặt gần và mặt xa của Mặt Trăng, trong đó có cấu trúc của biển macma. Trong đó, một trong những giả thuyết tiếp tục khẳng định có sự tồn tại của các biển macma. Nó "được bao phủ bởi một biển mắcma sâu, nguội dần và cứng lại thành lớp vỏ. Đá không gian liên tiếp đâm vào bề mặt Mặt Trăng cho đến 3,8 tỷ năm trước" 